# Suecia en los Juegos Paralímpicos de Nueva York y Stoke Mandeville 1984
Suecia estuvo representada en los Juegos Paralímpicos de Nueva York y Stoke Mandeville 1984 por un total de 97 deportistas, 79 hombres y 18 mujeres.

## Medallistas
El equipo paralímpico sueco obtuvo las siguientes medallas:
| Nombre | Deporte                       | Evento                                                       |
| --- | ----------------------------- | ------------------------------------------------------------ |
| Oro |                               |                                                              |
| Monika Säker | Atletismo                     | 100 m 4 femenino                                             |
| Monika Säker | Atletismo                     | 200 m 4 femenino                                             |
| Monika Säker | Atletismo                     | 400 m 4 femenino                                             |
| Monika Säker | Atletismo                     | 800 m 4 femenino                                             |
| Monika Säker | Atletismo                     | 1500 m 4 femenino                                            |
| Monika Säker | Atletismo                     | Queen of the straight 100 m 1A-6 femenino                    |
| Merja Jaarola | Atletismo                     | 100 m C4 femenino                                            |
| Merja Jaarola | Atletismo                     | 400 m C4 femenino                                            |
| Merja Jaarola | Atletismo                     | 800 m C4 femenino                                            |
| A. Orvefors | Atletismo                     | 200 m 5 femenino                                             |
| A. Orvefors | Atletismo                     | 400 m 5 femenino                                             |
| J. Matsson | Atletismo                     | 200 m 1B masculino                                           |
| J. Matsson | Atletismo                     | 400 m 1B masculino                                           |
| J. Matsson | Atletismo                     | 800 m 1B masculino                                           |
| J. Matsson | Atletismo                     | Maratón 1B masculino                                         |
| Mats Laveborn | Atletismo                     | Disco 2 masculino                                            |
| Mats Laveborn | Atletismo                     | Jabalina 2 masculino                                         |
| Mats Laveborn | Atletismo                     | Peso 2 masculino                                             |
| Mats Laveborn | Atletismo                     | Pentatlón 2 masculino                                        |
| Håkan Eriksson | Atletismo                     | 100 m L3 masculino                                           |
| Håkan Eriksson | Atletismo                     | 400 m L3 masculino                                           |
| Håkan Eriksson | Atletismo                     | 800 m L3 masculino                                           |
| Raymond Clark | Atletismo                     | Jabalina 6 masculino                                         |
| Raymond Clark | Atletismo                     | Pentatlón 6 masculino                                        |
| Pär Boman | Atletismo                     | 60 m C3 masculino                                            |
| Leif Hedman | Atletismo                     | 100 m 1B masculino                                           |
| Sixten Berner | Atletismo                     | 1500 m B2 masculino                                          |
| Gunnar Thomsson | Atletismo                     | 5000 m B2 masculino                                          |
| Gösta Karlsson | Atletismo                     | Peso B3 masculino                                            |
| Peter Sörensen | Atletismo                     | Peso L3 masculino                                            |
| Nils-Åke Lindahl | Halterofilia                  | –51 kg integrado masculino                                   |
| Kurt Henningsson | Halterofilia                  | –75 kg integrado masculino                                   |
| Arne Karlsson | Halterofilia                  | –95 kg integrado masculino                                   |
| Stanislaw Rogowski | Halterofilia                  | +95 kg integrado masculino                                   |
| Bengt Lindberg | Halterofilia                  | +95 kg paraplejia masculino                                  |
| Bertil Andreasén | Hípica                        | Doma, modalidad de paso y trote avanzado C4-5 mixto          |
| Per Frykman | Hípica                        | Nivel de entrenamiento test 1 clase abierta mixto            |
| Jonas Öhman | Levantamiento de potencia     | –75 kg masculino                                             |
| Roland Isaksson | Levantamiento de potencia     | –82,5 kg masculino                                           |
| Annelie Ahrenstrand | Natación                      | 100 m espalda A8 femenino                                    |
| Annelie Ahrenstrand | Natación                      | 100 m libre A8 femenino                                      |
| Annelie Ahrenstrand | Natación                      | 100 m mariposa A8 femenino                                   |
| Annelie Ahrenstrand | Natación                      | 200 m estilos A8 femenino                                    |
| Magdalena Tjernberg | Natación                      | 100 m mariposa B1 femenino                                   |
| Magdalena Tjernberg | Natación                      | 100 m braza B1 femenino                                      |
| Magdalena Tjernberg | Natación                      | 400 m braza B1 femenino                                      |
| Magdalena Tjernberg | Natación                      | 400 m libre B1 femenino                                      |
| Kerstin Eriksson | Natación                      | 25 m braza 1C femenino                                       |
| Kerstin Eriksson | Natación                      | 25 m espalda 1C femenino                                     |
| Kerstin Eriksson | Natación                      | 25 m libre 1C femenino                                       |
| Annika Ahnell | Natación                      | 25 m espalda L2 femenino                                     |
| Annika Ahnell | Natación                      | 25 m libre L2 femenino                                       |
| Monika Lundborg | Natación                      | 25 m mariposa 3 femenino                                     |
| Monika Lundborg | Natación                      | 50 m braza 3 femenino                                        |
| Eva Andersson | Natación                      | 50 m libre B2 femenino                                       |
| Eva Andersson | Natación                      | 400 m libre B2 femenino                                      |
| Annelie Österström | Natación                      | 25 m espalda L1 femenino                                     |
| Gabriella Tjernberg | Natación                      | 100 m braza B3 femenino                                      |
| Equipo | Natación                      | 4 × 100 m libre B1-B3 femenino                               |
| Hans Sjögren | Natación                      | 100 m espalda B1 masculino                                   |
| Hans Sjögren | Natación                      | 100 m libre B1 masculino                                     |
| Hans Sjögren | Natación                      | 400 m libre B1 masculino                                     |
| Hans Sjögren | Natación                      | 200 m estilos B1 masculino                                   |
| Anders Olsson | Natación                      | 50 m mariposa 4 masculino                                    |
| Anders Olsson | Natación                      | 100 m libre 4 masculino                                      |
| Anders Olsson | Natación                      | 200 m estilos 4 masculino                                    |
| Anders Eriksson | Natación                      | 100 m braza B2 masculino                                     |
| Anders Eriksson | Natación                      | 400 m braza B2 masculino                                     |
| Lar-Ove Nederman | Natación                      | 100 m braza B1 masculino                                     |
| Per Andersson | Natación                      | 100 m espalda B2 masculino                                   |
| Gunnar Nilsson | Natación                      | 100 m espalda 4 masculino                                    |
| Sven Eryd | Natación                      | 100 m libre A4 masculino                                     |
| Marie Brask | Tenis de mesa                 | Individual C4-5 femenino                                     |
| Jörgen Anderson | Tenis de mesa                 | Individual C2 masculino                                      |
| Thomas Axelsson | Tenis de mesa                 | Individual C5 masculino                                      |
| Urban Andersson | Tenis de mesa                 | Individual L1 masculino                                      |
| Jörgen Anderson Tommy Gillerås Olle Hansen | Tenis de mesa                 | Equipo CP2-4 masculino                                       |
| Thomas Axelsson Peter Kihlman | Tenis de mesa                 | Equipo CP5 masculino                                         |
| Urban Andersson Börje Johansson | Tenis de mesa                 | Equipo L1 masculino                                          |
| Jonas Jacobsson Jan Gadd Bo Nilsson | Tiro                          | Rifle de aire de pie por equipos 1A-6 masculino              |
| Jan Thulin | Tiro con arco                 | Doble ronda FITA integrado masculino                         |
| Kenneth Holm | Tiro con arco                 | Doble distancia corta tetraplejia masculino                  |
| Nicolai Babkin Arne Tjernell S. Ahlinder | Tiro con arco                 | Doble ronda FITA por equipos integrado masculino             |
| Plata |                               |                                                              |
| A. Orvefors | Atletismo                     | 100 m 5 femenino                                             |
| A. Orvefors | Atletismo                     | 800 m 5 femenino                                             |
| A. Orvefors | Atletismo                     | 1500 m 5 femenino                                            |
| Maria Hansson-Boe | Atletismo                     | Peso B3 femenino                                             |
| Peter Sörensen | Atletismo                     | Disco L3 masculino                                           |
| Peter Sörensen | Atletismo                     | Jabalina L3 masculino                                        |
| Sven Hanson | Atletismo                     | Jabalina C7 masculino                                        |
| Sven Hanson | Atletismo                     | Peso C7 masculino                                            |
| Per Boman | Atletismo                     | 200 m C3 masculino                                           |
| Mats Lindblad | Atletismo                     | 400 m B2 masculino                                           |
| Tony Harborn | Atletismo                     | 1000 m campo a través C6 masculino                           |
| Rolf Johansson | Atletismo                     | Eslalon 4 masculino                                          |
| Raymond Clark | Atletismo                     | Peso 6 masculino                                             |
| Eva Andersson | Natación                      | 100 m espalda B2 femenino                                    |
| Eva Andersson | Natación                      | 100 m mariposa B2 femenino                                   |
| Eva Andersson | Natación                      | 200 m estilos B2 femenino                                    |
| Gabriella Tjernberg | Natación                      | 100 m libre B3 femenino                                      |
| Gabriella Tjernberg | Natación                      | 400 m libre B3 femenino                                      |
| Gabriella Tjernberg | Natación                      | 400 m estilos B3 femenino                                    |
| Katarina Jewall | Natación                      | 100 m libre L4 femenino                                      |
| Katarina Jewall | Natación                      | 100 m mariposa L4 femenino                                   |
| Monika Lundborg | Natación                      | 100 m estilos 3 femenino                                     |
| Monika Lundborg | Natación                      | 200 m libre 3 femenino                                       |
| Annelie Österström | Natación                      | 25 m libre L1 femenino                                       |
| Annelie Ahrenstrand | Natación                      | 100 m braza A8 femenino                                      |
| Magdalena Tjernberg | Natación                      | 100 m libre B1 femenino                                      |
| Equipo | Natación                      | 4 × 100 m estilos B1-B3 femenino                             |
| Per Andersson | Natación                      | 100 m libre B2 masculino                                     |
| Per Andersson | Natación                      | 200 m estilos B2 masculino                                   |
| Per Andersson | Natación                      | 400 m estilos B2 masculino                                   |
| Anders Olsson | Natación                      | 100 m braza 4 masculino                                      |
| Hans Sjögren | Natación                      | 100 m mariposa B1 masculino                                  |
| Sven Eryd | Natación                      | 200 m estilos A4 masculino                                   |
| Lar-Ove Nederman | Natación                      | 400 m braza B1 masculino                                     |
| Gunnar Nilsson | Natación                      | 400 m libre 4 masculino                                      |
| Sven Eryd | Natación                      | 400 m libre A4 masculino                                     |
| Olle Hansen | Tenis de mesa                 | Individual C3 masculino                                      |
| Börje Johansson | Tenis de mesa                 | Individual L1 masculino                                      |
| Jörgen Nilsson | Tenis de mesa                 | Individual L4 masculino                                      |
| Jonas Jacobsson | Tiro                          | Rifle de aire de pie 2-6 masculino                           |
| G. Bonderud | Tiro                          | Pistola de aire 1A-1C masculino                              |
| Equipo | Tiro                          | Rifle de aire en tres posiciones por equipos 1A-6 masculino  |
| Equipo | Tiro                          | Rifle de aire de rodillas por equipos 1A-6 masculino         |
| Bronce |                               |                                                              |
| H. Jansson | Atletismo                     | 200 m 3 masculino                                            |
| Leif Hedman | Atletismo                     | 200 m 1B masculino                                           |
| Sixten Berner | Atletismo                     | 800 m B2 masculino                                           |
| Gunnar Thomsson | Atletismo                     | 1500 m B2 masculino                                          |
| Raymond Clark | Atletismo                     | Disco 6 masculino                                            |
| Sven Hanson | Atletismo                     | Disco C7 masculino                                           |
| Equipo | Atletismo                     | 4 × 100 m 2-5 masculino                                      |
| Nils Ander Lars-Gunnar Andersson Lars Arkestedt Gunnar Berglund Sven Engbusk Gunnar Jangbring Bengt-Gösta Johansson Rolf Johansson Jan Lindholm Lars Löfström Bengt Gösta Nyström Tommy Olsson | Baloncesto en silla de ruedas | Torneo masculino                                             |
| Nils Karreberg | Halterofilia                  | +95 kg integrado masculino                                   |
| Per Frykman | Hípica                        | Inst test 1 clase abierta mixto                              |
| Anne Sandberg | Natación                      | 50 m espalda C5 femenino                                     |
| Anne Sandberg | Natación                      | 100 m espalda C5 femenino                                    |
| Anne Sandberg | Natación                      | 100 m libre C5 femenino                                      |
| Anne Sandberg | Natación                      | 200 m libre C5 femenino                                      |
| Katarina Jewall | Natación                      | 100 m espalda L4 femenino                                    |
| Katarina Jewall | Natación                      | 200 m estilos L4 femenino                                    |
| Eva Lundkvist | Natación                      | 50 m braza L3 femenino                                       |
| Monika Lundborg | Natación                      | 50 m libre 3 femenino                                        |
| Gunilla Moline | Natación                      | 50 m libre B1 femenino                                       |
| Sven Eryd | Natación                      | 100 m braza A4 masculino                                     |
| Sven Eryd | Natación                      | 100 m mariposa A4 masculino                                  |
| Alexander Wilczoch | Natación                      | 100 m libre C7 masculino                                     |
| Alexander Wilczoch | Natación                      | 200 m libre C7 masculino                                     |
| Bernt Petersson | Natación                      | 25 m libre L1 masculino                                      |
| Lar-Ove Nederman | Natación                      | 100 m libre B1 masculino                                     |
| Per Andersson | Natación                      | 100 m mariposa B2 masculino                                  |
| Anders Eriksson | Natación                      | 400 m libre B2 masculino                                     |
| Equipo | Natación                      | 4 × 100 m estilos B1-B3 masculino                            |
| Equipo | Natación                      | 4 × 100 m libre B1-B3 masculino                              |
| Tommy Gillerås | Tenis de mesa                 | Individual C4 masculino                                      |
| Peter Kihlman | Tenis de mesa                 | Individual C5 masculino                                      |
| Jonas Jacobsson | Tiro                          | Rifle de aire en tres posiciones 2-6 masculino               |
| Equipo | Tiro                          | Rifle de aire en posición tendida por equipos 1A-6 masculino |
| Equipo | Voleibol sentado              | Torneo masculino                                             |